# Élections à Romorantin-Lanthenay
Cette page recense les résultats de l'ensemble des votes, élections et référendums ayant eu lieu dans la commune de Romorantin-Lanthenay (Loir-et-Cher) depuis 2000.

## Élections municipales

### 2014
Alors que la 6e élection de Jeanny Lorgeoux, maire depuis 1985, semblait acquise en début de campagne, le scrutin fut finalement, et à la surprise générale, très serré. Au terme d'une longue campagne de terrain, Louis de Redon talonne le sénateur-maire à 323 voix seulement sur plus de 16 500 inscrits. Ayant pu se maintenir au 2d tour, le Front National, permet au maire sortant de sauver in-extremis son siège en triangulaire.
Malgré le soutien du député de la circonscription (Patrice Martin-Lalande) apporté à la liste de rassemblement de la droite et du centre conduite par le MoDem Louis de Redon, l'UMP locale s'est lancée très tardivement en campagne avec une liste dissidente qui recueille pas tout à fait 10 % au 1er tour. Ne pouvant se maintenir, cette liste étiquetée « Droite forte » refuse de choisir entre le candidat centriste et le Front national pour le 2d tour laissant ses électeurs sans consigne de vote. Elle favorise ainsi le maintien du score du Front National et donc la réélection de Jeanny Lorgeoux.
|                | Nuance         | Tête de liste     | Liste                                          | Premier tour | Premier tour | Premier tour | Second tour | Second tour | Second tour | Sièges |
| Voix           | Nuance         | Tête de liste     | Liste                                          | %            | %            | Voix         | %           | %           |             | Sièges |
| Voix           | Nuance         | Tête de liste     | Liste                                          | Exprimés     | Inscrits     | Voix         | Exprimés    | Inscrits    |             | Sièges |
| -------------- | -------------- | ----------------- | ---------------------------------------------- | ------------ | ------------ | ------------ | ----------- | ----------- | ----------- | ------ |
|                | FDG            | Emmanuel Labro    | Romorantin, votre ville citoyenne et solidaire | 697          | 9,4 %        | 5,7 %        |             |             |             |        |
|                | PS             | Jeanny Lorgeoux   | Romorantin-Lanthenay, Notre Ville              | 3 040        | 40,6 %       | 24,8 %       | 3 415       | 45,3 %      | 28,1 %      | 24     |
|                | DVD            | Louis de Redon    | Ensemble pour Romo                             | 1 732        | 23,1 %       | 14,2 %       | 3 092       | 41,1 %      | 25,9 %      | 7      |
|                | UMP            | José Leserre      | Un maire pour Romo                             | 745          | 9,9 %        | 6,0 %        |             |             |             |        |
|                | FN             | François Gabillas | Romorantin Bleu Marine                         | 1 275        | 17,0 %       | 10,2 %       | 1 032       | 13,6 %      | 8,7 %       | 2      |
| Total exprimés | Total exprimés | Total exprimés    | Total exprimés                                 | 7 489        | 100 %        | 60,9 %       | 7 549       | 100 %       | 61,7 %      | 33     |

### 2008
Les élections municipales de 2008 ont lieu le 9 et le 16 mars 2008. Pour la commune de Romorantin-Lanthenay, les conseillers municipaux sont élus selon le mode de scrutin de liste à deux tours avec représentation proportionnelle. Compte tenu du nombre d'habitants dans la commune lors du dernier recensement, le conseil municipal est composé de 33 membres conformément au Code général des collectivités territoriales. Quatre listes sont déposées et Jeanny Lorgeoux est réélu maire dès le 1er tour de scrutin avec près de 63 % de voix.
|                | Tendance       | Tête de liste   | Liste              | Voix  | %        | %       | Sièges | Sièges |
| Exprimés       | Tendance       | Tête de liste   | Liste              | Voix  | Inscrits | Nombre  |        |        |
| -------------- | -------------- | --------------- | ------------------ | ----- | -------- | ------- | ------ | ------ |
|                | DVG            | Yvon Chery      | Dialogues à Gauche | 727   | 9,35 %   | 5,85 %  | 1      |        |
|                | PS             | Jeanny Lorgeoux | Notre Ville        | 4 895 | 62,96 %  | 39,36 % | 28     |        |
|                | DVD            | Claude Naudion  | Agir Tous Ensemble | 1 687 | 21,7 %   | 13,56 % | 3      |        |
|                | FN             | Alain Retsin    | Romo fait Front    | 466   | 5,99 %   | 3,75 %  | 1      |        |
| Total exprimés | Total exprimés | Total exprimés  | Total exprimés     | 7 775 | 100 %    | 62,52 % | 33     |        |

## Élections cantonales (1883 - 2015) puis départementales (2015 -...)
L'élection des conseillers généraux a lieu au scrutin uninominal majoritaire à deux tours, la moitié des sièges dans chaque département étant renouvelée tous les trois ans. Le département de Loir-et-Cher comprend 30 cantons. La commune de Romorantin-Lanthenay comprend deux fractions cantonales.

### Canton deRomorantin-Lanthenay-Nord(1883 - 2015)
- 2004 : Jeanny Lorgeoux (PS) est élu conseiller général au 1er tour avec 52,99 % des suffrages exprimés sur le canton[10] et 55,26 % des voix sur la commune[11]. Il devance Patricia Vercoutere (UMP) qui obtient 21,2 % sur la commune et 22,71 % sur le canton. Le taux de participation est de 61,36 % sur la commune et de 62,14 % sur le canton.
- 2011 : Jeanny Lorgeoux (PS) est élu conseiller général au 2e tour avec 71,65 % des suffrages exprimés sur le canton[12] et 73,28 % des voix sur la commune[13]. Il devance François Gabillas (Front national) qui obtient 26,72 % sur la commune et 28,35 % sur le canton. Le taux de participation est de 48,08 % sur la commune et de 45,25 % sur le canton.

### Canton deRomorantin-Lanthenay-Sud(1883 - 2015)
- 2004 : Jean-Marie Bisson (UMP) est élu conseiller général au 2e tour avec 44,89 % des suffrages exprimés sur le canton[14] et 35,93 % des voix sur la commune[15]. Il devance Michel Guimonet (PS) qui obtient 47,31 % sur la commune et 44,89 % sur le canton. Le taux de participation est de 60,75 % sur la commune et de 63,74 % sur le canton.
- 2011 : Jean-Marie Bisson (UMP) est élu conseiller général au 2e tour avec 50,44 % des suffrages exprimés sur le canton[16] et 40,65 % des voix sur la commune[17]. Il devance Michel Guimonet (PS) qui obtient 59,35 % sur la commune et 49,56 % sur le canton. Le taux de participation est de 44,05 % sur la commune et de 43,54 % sur le canton.

### Canton deRomorantin-Lanthenay(2015 -...)
Depuis la réforme territoriale de 2014, les cantons de "Romo-Nord" et "Romo-Sud" ont fusionné pour ne former qu'un seul et unique canton de "Romorantin-Lanthenay" comprenant l’intégralité de la ville avec cinq communes rurales voisines (Loreux, Millançay, Veilleins, Vernou-en-Sologne et Villeherviers). Le nouveau canton ainsi découpé est le plus petit de 15 nouveaux cantons de Loir-et-Cher avec un peu plus de 19.000 habitants (85 % de la population étant constituées des habitants de Romorantin-Lanthenay). Sur ce canton, deux conseillers départementaux, un homme et une femme, seront élus sur un même ticket lors des élections départementales des 22 et 29 mars 2015. 
Le 3 novembre 2014, Louis de Redon (MoDem) et Isabelle Hermsdorff (UMP), conseillers municipaux et communautaires de Romorantin-Lanthenay, sont les premiers annoncés leur candidature commune dans un binôme d'union de la Droite républicaine et du Centre . Tania André, Conseillère générale PS sortante après avoir récupéré le siège au Conseil général de Loir-et-Cher de Jeanny Lorgeoux élu au Sénat en 2011, est candidate à sa succession.
Le 22 mars, les résultats confirment la progression de la Droite à Romorantin-Lanthenay dans la continuité des élections municipales de 2014. Le binôme du FN est éliminé après avoir frôlé la qualification de 12 voix. C'est donc un duel classique Droite / Gauche pour le 2e tour qui doit se tenir une semaine après.
Le 29 mars 2015 après un deuxième tour disputé, c'est le binôme de la Droite et du Centre qui remporte la victoire de 320 voix (52,5 % des votes). La Droite n'avait plus gagné à Romorantin-Lanthenay depuis 1983 et la victoire, à l'époque, de Jacques Thyraud.
|                | Parti(s)       | Candidat masculin    | Candidate féminine       | Premier tour | Premier tour | Premier tour | Second tour | Second tour | Second tour | Sièges |
| Voix           | Parti(s)       | Candidat masculin    | Candidate féminine       | %            | %            | Voix         | %           | %           |             | Sièges |
| Voix           | Parti(s)       | Candidat masculin    | Candidate féminine       | Inscrits     | Exprimés     | Voix         | Inscrits    | Exprimés    |             | Sièges |
| -------------- | -------------- | -------------------- | ------------------------ | ------------ | ------------ | ------------ | ----------- | ----------- | ----------- | ------ |
|                | PC-FDG         | Jean-Claude Delanoue | Marie-Andrée Merancienne | 377          | 2,6 %        | 5,4 %        | -           | -           | -           | -      |
|                | PS-DVG         | Bruno Harnois        | Tania André              | 2 341        | 16,7 %       | 33,7 %       | 3 200       | 22,1 %      | 47,6 %      | 0      |
|                | UMP-UDI-MoDem  | Louis de Redon       | Isabelle Hermsdorff      | 2 210        | 15,3 %       | 31,8 %       | 3 520       | 24,3 %      | 52,4 %      | 2      |
|                | DLR            | Frédéric Fallourd    | Maryline Corbeau         | 225          | 1,6 %        | 3,3 %        | -           | -           | -           | -      |
|                | FN             | François Gabillas    | Katia Vacher             | 1797         | 12,4 %       | 25,9 %       | -           | -           | -           | -      |
| Total exprimés | Total exprimés | Total exprimés       | Total exprimés           | 6 950        | 48,6 %       | 100 %        | 6 720       | 46,4 %      | 100 %       | 2      |

## Élections régionales
Les élections régionales renouvellent les 25 conseils régionaux de Métropole et d'outre-mer ainsi que l'Assemblée de Corse. Les conseillers régionaux sont élus dans chaque région au scrutin de liste à deux tours sans adjonction ni suppression de noms et sans modification de l'ordre de présentation. Dans la région Centre, 77 sièges sont à pourvoir. 

### 2010
Les élections régionales de 2010 ont lieu les 14 et 21 mars. Les résultats pour la commune sont les suivants :
|  | Tendance                | Tête de liste    | Liste                                             | Commune | Région  | Sièges |
|  | ----------------------- | ---------------- | ------------------------------------------------- | ------- | ------- | ------ |
|  | Union de la gauche      | François Bonneau | Ensemble pour la région Centre                    | 53,25 % | 50 %    | 49     |
|  | Majorité présidentielle | Hervé Novelli    | Il faut changer pour mieux vivre en région Centre | 31 %    | 36,46 % | 21     |
|  | FN                      | Philippe Loiseau | Les Français d'abord                              | 15,74 % | 13,54 % | 7      |

### 2004
Les élections régionales de 2004 ont lieu les 21 et 28 mars.Les résultats pour la commune sont les suivants :
|  | Tendance                         | Tête de liste | Liste                                                                                            | Commune | Région  | Sièges |
|  | -------------------------------- | ------------- | ------------------------------------------------------------------------------------------------ | ------- | ------- | ------ |
|  | PS - PCF - Les Verts - PRG - MRC | Michel Sapin  | L'union à gauche                                                                                 | 50,67 % | 49,15 % | 48     |
|  | UMP - MPF                        | Serge Vinçon  | La nouvelle équipe du Centre                                                                     | 30,57 % | 34,39 % | 20     |
|  | FN                               | Jean Verdon   | Front national pour la région Centre présentée par Jean-Marie Le Pen et conduite par Jean Verdon | 18,76 % | 16,46 % | 9      |

## Élections législatives

### 2012
Les élections législatives de 2012 se déroulent sur deux tours de scrutin les 10 et 17 juin, dans la continuité de l'élection présidentielle qui s'est tenue les 22 avril et 6 mai 2012, selon un mode de scrutin uninominal majoritaire à deux tours. Un redécoupage des circonscriptions législatives est réalisé en 2010 pour tenir compte de l'évolution de la démographie française et pour répondre à une demande du Conseil constitutionnel. Le nombre total de députés, 577, désormais inscrit dans la Constitution depuis la réforme de la constitution française de juillet 2008, reste inchangé, mais certains départements voient le nombre de circonscriptions et leur composition modifiés. Le département de Loir-et-Cher conserve le nombre, 3.

La commune n'est pas concernée par le redécoupage et reste rattachée à la 2e circonscription.
- 2e circonscription : 54,21 % pour Tania Andre (PS), 45,79 % pour Patrice Martin-Lalande (UMP, élu au 2e tour avec 53,16 % des suffrages exprimés[31]), 56,62 % de participation[32].

### 2007
Les élections législatives de 2007 se déroulent sur deux tours de scrutin les 10 et 17 juin. Le découpage électoral est le même que celui des élections de 2002. Sans surprise, la majorité sortante UMP est reconduite, quelques semaines après l'élection de Nicolas Sarkozy à la présidence de la République, avec toutefois un nombre de sièges réduit par rapport aux précédentes élections. Dans la 2e circonscription du département de Loir-et-Cher, dont dépend la commune de Romorantin-Lanthenay, Patrice Martin-Lalande est élu au 2e tour avec 55,15 % des suffrages. Les résultats pour la commune sont les suivants :
- 2e circonscription : 55,33 % pour Jeanny Lorgeoux (UMP), 44,67 % pour Patrice Martin-Lalande (Union pour la Majorité présidentielle, élu au 2e tour avec 55,15 % des suffrages exprimés[34]), 37,57 % de participation[35].

### 2002
Les élections législatives de 2002 des députés de la XIIe législature ont lieu les 9 et 16 juin 2002, dans la foulée de l'élection présidentielle de 2002 qui a vu la réélection de Jacques Chirac. La droite parlementaire sort largement vainqueur de ces élections, marquées par un nouveau record d'abstention (39 %). Les députés sont élus au scrutin uninominal majoritaire à deux tours dans 577 circonscriptions, le département de Loir-et-Cher en comportant trois. La commune de Romorantin-Lanthenay est sur le territoire de la 2e circonscription qui voit la victoire de Patrice Martin Lalande (Union pour la Majorité présidentielle, élu au 2e tour avec 56,84 % des suffrages exprimés). Les résultats au niveau de la commune sont les suivants :
- 2e circonscription : 55,85 % pour Jeanny Lorgeoux (PS), 44,15 % pour Patrice Martin Lalande (Union pour la Majorité présidentielle, élu au 2e tour avec 56,84 % des suffrages exprimés), 64,48 % de participation[37].

## Élections présidentielles

### 2012
Le premier tour de l'élection présidentielle de 2012 voit s'affronter dix candidats. François Hollande, candidat du Parti socialiste, et Nicolas Sarkozy, président sortant et candidat de l'UMP, se qualifient pour le second tour, avec respectivement 28,63 % et 27,18 % des suffrages exprimés. Parmi les candidats éliminés, Marine Le Pen (17,90 %), Jean-Luc Mélenchon (11,10 %) et François Bayrou (9,13 %) obtiennent des scores significatifs. À l'issue du second tour, deux semaines plus tard, François Hollande est élu président de la République avec 51,64 % des suffrages exprimés, contre 48,36 % à son adversaire.
À Romorantin-Lanthenay, François Hollande arrive en tête du premier tour avec 28,47 %, suivi de Nicolas Sarkozy avec 27,12 %, puis de Marine Le Pen avec 22,02 %, puis Jean-Luc Mélenchon avec 9,39 %, puis François Bayrou avec 8 %, aucun autre candidat ne dépassant le seuil des 5 %. Au second tour, les électeurs ont voté à 49,05 % pour François Hollande contre 50,95 % pour Nicolas Sarkozy avec un taux d’abstention de 77,45 %.
|                                           | Parti         | Nom                   | Premier tour | Premier tour  | Premier tour | Second tour | Second tour | Second tour |
| Voix                                      | Parti         | Nom                   | %            | %             | Voix         | %           | %           |             |
| Voix                                      | Parti         | Nom                   | Exprimés     | Inscrits      | Voix         | Exprimés    | Inscrits    |             |
| ----------------------------------------- | ------------- | --------------------- | ------------ | ------------- | ------------ | ----------- | ----------- | ----------- |
|                                           | PS-PRG        | François Hollande     | 2 675        | 28,47 %       | 21,42 %      | 4 423       | 49,05 %     | 35,43       |
|                                           | UMP-NC        | Nicolas Sarkozy       | 2 548        | 27,12 %       | 20,39 %      | 4 595       | 50,95 %     | 36,81       |
|                                           | FN            | Marine Le Pen         | 2069         | 22,02 %       | 16,57 %      |             |             |             |
|                                           | FG-PCF        | Jean-Luc Mélenchon    | 882          | 9,39 %        | 7,5 %        |             |             |             |
|                                           | MoDem         | François Bayrou       | 752          | 8 %           | 6,1 %        |             |             |             |
|                                           | DLR           | Nicolas Dupont-Aignan | 167          | 1,78 %        | 1,34 %       |             |             |             |
|                                           | EELV          | Eva Joly              | 129          | 1,37 %        | 1,3 %        |             |             |             |
|                                           | NPA           | Philippe Poutou       | 109          | 1,16 %        | 0,87 %       |             |             |             |
|                                           | LO            | Nathalie Arthaud      | 46           | 0,49 %        | 0,37 %       |             |             |             |
|                                           | SP            | Jacques Cheminade     | 19           | 0,2 %         | 0,15 %       |             |             |             |
|                                           |               | Total exprimés        | 9 396        | -             | 75,24 %      | 9 018       | -           | 72,24 %     |
| Total votants : exprimés + blancs ou nuls | 9 617 (221)   | -                     | 77,01 %      | 9 668 (650)   | -            | 77,45 %     |             |             |
| Total inscrits : votants + abstentions    | 12 488 (2871) | -                     | 100 %        | 12 483 (2815) | -            | 100 %       |             |             |

### 2007
Le premier tour de l'élection présidentielle de 2007 a été marqué par une participation exceptionnelle avec un score de 83,97 % des inscrits. Ce taux est comparable à celui du premier tour de l'élection présidentielle de 1965 qui était de 84,7 % et celle de 1974 qui était de 84,2 %. Nicolas Sarkozy (31,18 %) et Ségolène Royal (25,87 %) arrivent en tête pour le premier tour de l'élection devant François Bayrou (18,57 %) et Jean-Marie Le Pen (10,44 %). Au second tour, Nicolas Sarkozy est élu Président de la République française, avec 53,06 % des suffrages, contre Ségolène Royal avec 46,94 %. 
À Romorantin-Lanthenay Nicolas Sarkozy est arrivé en tête au premier tour avec 30,91 %, suivi de Ségolène Royal avec 23,93 %, François Bayrou avec 16,15 % et enfin Jean-Marie Le Pen avec 14,76 %, aucun autre candidat ne dépassant le seuil des 5 %. Au second tour, les électeurs ont voté à 56,18 % pour Nicolas Sarkozy contre 43,82 % pour Ségolène Royal avec un taux d’abstention de 18,65 %.
|                                           | Parti          | Nom                  | Premier tour | Premier tour  | Premier tour | Second tour | Second tour | Second tour |
| Voix                                      | Parti          | Nom                  | %            | %             | Voix         | %           | %           |             |
| Voix                                      | Parti          | Nom                  | Exprimés     | Inscrits      | Voix         | Exprimés    | Inscrits    |             |
| ----------------------------------------- | -------------- | -------------------- | ------------ | ------------- | ------------ | ----------- | ----------- | ----------- |
|                                           | UMP            | Nicolas Sarkozy      | 3 031        | 30,91 %       | 24,62 %      | 5 345       | 56,18 %     | 43,43       |
|                                           | PS             | Ségolène Royal       | 2 347        | 23,93 %       | 19,67 %      | 4 169       | 43,82 %     | 33,87       |
|                                           | MoDem          | François Bayrou      | 1584         | 16,15 %       | 13,27 %      |             |             |             |
|                                           | FN             | Jean-Marie Le Pen    | 1447         | 14,76 %       | 12,13 %      |             |             |             |
|                                           | LCR            | Olivier Besancenot   | 400          | 4,08 %        | 3,35 %       |             |             |             |
|                                           | MPF            | Philippe de Villiers | 268          | 2,73 %        | 2,25 %       |             |             |             |
|                                           | PCF            | Marie-George Buffet  | 175          | 1,78 %        | 1,47 %       |             |             |             |
|                                           | LO             | Arlette Laguiller    | 174          | 1,77 %        | 1,46 %       |             |             |             |
|                                           | Verts          | Dominique Voynet     | 144          | 1,47 %        | 1,21 %       |             |             |             |
|                                           | CPNT           | Frédéric Nihous      | 124          | 1,26 %        | 1,4 %        |             |             |             |
|                                           | Sans étiquette | José Bové            | 88           | 0,9 %         | 0,74 %       |             |             |             |
|                                           | PT             | Gérard Schivardi     | 24           | 0,24 %        | 0,20 %       |             |             |             |
|                                           |                | Total exprimés       | 9 806        | -             | 79,67 %      | 9 514       | -           | 77,3 %      |
| Total votants : exprimés + blancs ou nuls | 9 991 (185)    | -                    | 81,17 %      | 10 012 (498)  | -            | 81,35 %     |             |             |
| Total inscrits : votants + abstentions    | 12 308 (2317)  | -                    | 100 %        | 12 308 (2296) | -            | 100 %       |             |             |

### 2002
Le 21 avril 2002 est inédit dans la vie politique française, puisqu'un représentant d'un parti classé à l'extrême droite de l'échiquier politique a réussi à se qualifier pour le second tour d'une élection présidentielle. Jacques Chirac est réélu président de la république avec le plus fort score depuis la création de la Cinquième République : 82,21 % ; Jean-Marie Le Pen obtient 17,79 % des suffrages exprimés.
 À Romorantin-Lanthenay, Jean-Marie Le Pen arrive en tête au premier tour avec 20,86 %, suivi de Jacques Chirac avec 20,43 %. Viennent ensuite Lionel Jospin avec 17,6 %, François Bayrou avec 6,33 %, puis Arlette Laguiller avec 5,76 %, aucun autre candidat ne dépassant le seuil des 5 %. Au second tour, les électeurs ont voté à 80,2 % pour Jacques Chirac contre 19,8 % pour Jean-Marie Le Pen avec un taux d’abstention de 20,18 %, résultat inférieur aux tendances nationales.
|                                           | Parti         | Nom                     | Premier tour | Premier tour  | Premier tour | Second tour | Second tour | Second tour |
| Voix                                      | Parti         | Nom                     | %            | %             | Voix         | %           | %           |             |
| Voix                                      | Parti         | Nom                     | Exprimés     | Inscrits      | Voix         | Exprimés    | Inscrits    |             |
| ----------------------------------------- | ------------- | ----------------------- | ------------ | ------------- | ------------ | ----------- | ----------- | ----------- |
|                                           | FN            | Jean-Marie Le Pen       | 1 741        | 20,86 %       | 14,59 %      | 1 778       | 19,8 %      | 14,9        |
|                                           | UMP           | Jacques Chirac          | 1 705        | 20,43 %       | 14,28 %      | 7 200       | 80,2 %      | 60,35       |
|                                           | PS            | Lionel Jospin           | 1469         | 17,6 %        | 12,31 %      |             |             |             |
|                                           | MoDem         | François Bayrou         | 528          | 6,33 %        | 4,43 %       |             |             |             |
|                                           | LO            | Arlette Laguiller       | 481          | 5,76 %        | 4,3 %        |             |             |             |
|                                           | CPNT          | Jean Saint-Josse        | 413          | 4,95 %        | 3,46 %       |             |             |             |
|                                           | MRC           | Jean-Pierre Chevènement | 408          | 4,89 %        | 3,42 %       |             |             |             |
|                                           | LCR           | Olivier Besancenot      | 319          | 3,82 %        | 2,67 %       |             |             |             |
|                                           | Verts         | Noël Mamère             | 315          | 3,77 %        | 2,64 %       |             |             |             |
|                                           | PCF           | Robert Hue              | 239          | 2,86 %        | 2,0 %        |             |             |             |
|                                           | DL            | Alain Madelin           | 220          | 2,64 %        | 1,84 %       |             |             |             |
|                                           | MNR           | Bruno Mégret            | 160          | 1,92 %        | 1,34 %       |             |             |             |
|                                           | Cap21         | Corinne Lepage          | 129          | 1,55 %        | 1,8 %        |             |             |             |
|                                           | PRG           | Christiane Taubira      | 122          | 1,46 %        | 1,2 %        |             |             |             |
|                                           | PT            | Daniel Gluckstein       | 49           | 0,59 %        | 0,41 %       |             |             |             |
|                                           | FRS           | Christine Boutin        | 49           | 0,59 %        | 0,41 %       |             |             |             |
|                                           |               | Total exprimés          | 8 347        | -             | 69,97 %      | 8 978       | -           | 75,25 %     |
| Total votants : exprimés + blancs ou nuls | 8 686 (339)   | -                       | 72,81 %      | 9 523 (545)   | -            | 79,82 %     |             |             |
| Total inscrits : votants + abstentions    | 11 930 (3244) | -                       | 100 %        | 11 931 (2408) | -            | 100 %       |             |             |

## Référendums
Le référendum sur le quinquennat présidentiel, visant à réduire la durée du mandat présidentiel de sept à cinq ans, a lieu le 24 septembre 2000. La question posée est : « Approuvez-vous le projet de loi constitutionnelle fixant la durée du mandat du président de la République à cinq ans ? » Les électeurs votent « oui » à une large majorité (73,21 % des suffrages exprimés), dans un contexte de forte abstention (69,81 %). Localement, les votes sont respectivement de 73,66 % pour le « oui » et de 26,34 % pour le « non ».
Le référendum français sur le traité établissant une Constitution pour l'Europe a eu lieu le 29 mai 2005. À la question « Approuvez-vous le projet de loi qui autorise la ratification du traité établissant une Constitution pour l'Europe ? », le « non » recueille 54,68 % des suffrages exprimés. Ce troisième référendum français sur un traité européen (après ceux de 1972 et 1992) est le premier à être rejeté. Localement les électeurs de la commune votent à 39,97 % pour le "oui" et à 60,03 % pour le "non".
| Référendums. | Référendums.      | Référendums.      | Référendums.      | Référendums.      | Référendums.      | Référendums.      | Référendums.  |
| Année        | Oui (national)    | Oui (national)    | Oui (national)    | Non (national)    | Non (national)    | Non (national)    | Participation |
| ------------ | ----------------- | ----------------- | ----------------- | ----------------- | ----------------- | ----------------- | ------------- |
| 2000         | 73,66 % (73,21 %) | 73,66 % (73,21 %) | 73,66 % (73,21 %) | 26,34 % (26,79 %) | 26,34 % (26,79 %) | 26,34 % (26,79 %) | 31,12 %       |
| 2005         | 39,97 % (45,33 %) | 39,97 % (45,33 %) | 39,97 % (45,33 %) | 60,03 % (54,67 %) | 60,03 % (54,67 %) | 60,03 % (54,67 %) | 68,15 %       |